# قزوین‌اوبه
قزوین‌اوبه (به ترکی آذربایجانی: Qəzvinoba) یک منطقهٔ مسکونی در جمهوری آذربایجان است که در شهرستان ماساللی واقع شده‌است. قزوین‌اوبه ۱٬۰۷۰ نفر جمعیت دارد.